# Hans von Schuch
Hans von Schuch (Radebeul (Saxònia), 19 de juny, 1886 - Dresden (Saxònia), 24 de novembre, 1963), va ser un violoncel·lista i pedagog musical alemany.
Hans von Schuch va créixer amb els seus pares, el director d'orquestra Ernst von Schuch i la cantant d'òpera Clementine Von Schuch-Proska. Era germà de la soprano de coloratura Liesel von Schuch i de la soprano Käthe von Schuch . La seva filla Clementine von Schuch (1921–2014) també es va convertir en cantant d'òpera.
Schuch va estudiar al Conservatori de Dresden i es va dedicar com a violoncel·lista a Berlín, Viena i Dresden. A partir de 1915 va exercir de professor de música.